# 鄭永邦
鄭 永邦（てい えいほう、1863年2月16日（文久2年12月28日） - 1916年（大正5年）8月20日）は、明治時代の日本の外交官。

## 人物
肥前国長崎生まれ。鄭家は鄭成功の末裔と称し、明朝滅亡後、その遺臣として日本に亡命し定着した。長崎では代々、唐人屋敷の清朝の役人の通訳を稼業とした（幕末の時期は勝海舟をはじめとした長崎海軍伝習所教習生とも交流）。父の鄭永寧、兄の鄭永昌も外交官である。義兄（父・永寧の養父・鄭幹輔の庶子で、永寧の長男として養子縁組した）鄭永慶は日本で初めて本格的なコーヒー店「可否茶館」を開いたことで知られる。
東京外国語学校（現在の東京外国語大学）卒業後、北京公使館員として北京に赴任。1885年の天津条約締結のための会談では父・永寧の見習いとして同行し、伊藤博文の通訳を務めた。1905年、日露戦争後の満州善後条約締結時には小村寿太郎の通訳を務めた。
長男は法政大学教授の鄭審一で、その息子の鄭喜一は産経新聞の記者を務めた。

## 授章
- 1904年（明治37年）5月20日 - 勲五等瑞宝章[7]

## 関連人物
- 広瀬実光 - 弟、鄭永昌の娘婿[8]

## 著書
- 『官話指南』（1882年、呉啓太と共著）